# 羅伯特·穆內
羅伯特·穆內（1930年3月25日—）是一名法國前足球運動員，司職後衛或右後衛。
穆內出生於圖盧茲，曾效力圖盧茲（1949年–1953年）丶康城（1953年-1955年）丶里昂（1955年-1959年）及後再回到圖盧茲（1959年-1963年）。
穆內是法國國家隊成員，入選1958瑞典世界盃法國隊陣容，並獲得季軍，但他從未為法國國家隊上陣。他於1963年退役，之後曾以領隊身份執教米雷和
蒙托邦。

## 外部鏈接
- Robert Mouynet （页面存档备份，存于）於法國足球總會（法語）